# Інститут охорони здоров'я дітей та підлітків НАМН України
Державна установа «Інститут охорони здоров'я дітей та підлітків Національної академії медичних наук»  — науковий, лікувальний, організаційно-методичний центр охорони здоров'я дітей та підлітків в Україні, готує кадри вищої кваліфікації, розробляє пропозиції до Державних програм і забезпечує їх виконання. Інститут внесено до Державного реєстру наукових установ,яким надається підтримка держави. В інституті за різних часів працювали відомі науковці: професори С. М. Ямпольський, М. І.  Олєвський, О. І. Корнілова, академік В. І. Грищенко та багато інших, які зробили вагомий внесок у розвиток вітчизняної науки.

## Історія установи
Історія інституту бере свій початок з благодійної організації «Крапля молока», яка була організована 1907 року в Харкові.
У жовтні 1922 року за наказом Народного комісаріату охорони здоров'я України № 174 від 28.10.1922 р. на базі
цієї організації засновано перший Український державний інститут охорони материнства та дитинства, відомий під назвою Харківська дитяча лікарня «ОХМАТДИТ».
Очолив інститут професор Семен Мойсейович Ямпільський.
Інститут мав філії в Одесі, Донецьку, Полтаві, Сумах, Луганську.
Головними завданнями нової установи були питання боротьби з дітячою та материнською смертністю, створення системи медичного забезпечення жінки-робітниці, організація дитячого харчування, підготовка спеціалістим для профілактичної роботи на підприємствах, дитячих виховних та лікувальних установах.
Велика увага надавалася пропаганді санітарно-гігієничних знань серед населення.
Серед головних були питання фізіологія та паталогія дітей першого року життя, психо-фізіологічний розвиток дитини, вплив зовнішнього довкілля тощо.
До складу інституту у 1922 році увійшли:
- консультація для грудних дітей із патронажем та молочною кухнею;
- стаціонар для дітей грудного віку;
- консультація для вагітних жінок;
- клінічний будинок дитини;
- будинок дитини від року до чотирьох років (будинок дитини № 1, вул. Чайковського, 20);
- ясла для дітей до чотирьох років (яслі № 5, вул. Пушкінська, 60);
- школа сістер з охорони материнства і дитинства — обласна школа сістер.
У 1923 при інституті було створено центральну дитячу поліклініку, відкрита юридична консультація, до завдань якої входили питання
правового захисту матерів, популяризація сімейного праваа. Створено Раду соціальної допомоги з їдальнею та
пошивною майстернею. Отримані доходи напрявлялися нужденним.
1925 року перед установою постала необхідність відкриття наукових посад та входу до складу наукових закладів УРСР для розвитку установи як науково-дослідної.
У 1926 році були отримані перші кошти на проведення наукових досліджень.
у 1920—1930 роках інститут був постійним консультантом відділу стандартизації Держплану УРСР з питань розробки науково-обгрунтованих
пропозицій щодо створення іграшок, меблів, одягу, рецептури харчування для молочних кухонь.
1928 заснований відділ соціальної гігієни та паталогії, а також школа-санаторій для дітей з психо-неврологічними розладами.
З 1928 по 1956 роки наукові напрацювання установи узагальнювались у збірниках наукових праць. Була створена бібліотека, яка у подальшому стала відділом із довідково-інформаційним фондом вітчизняної та зарубіжної літератури.
На початку 30-х років задля удосконалення дослідницького процесу було створено експериментально-лабораторний відділ з клінічною, біохімічною, мікробіологічною та патоморфологічною лабораторіями.
1934 був створений віварій, що дало можливость підняти дослідження на якісно новий рівень, підкрипляючи дослідження клінічними експериментами.
У 1936 інститут починає видання журналу «Охорона материнства і дитинства», який з 1938 і до тепер має назву «Педіатрія, акушерство й гінекологія».
У 30-ті роки неодноразово змінювалась структура інституту та назва.
На початок Другої світової війни (1941) інститут мав власну лабораторно-клінічну базу, віварій, бібліотеку, проводив велику науково-дослідну, лікувальну та педагогічну роботу. Інститут не був евакуйований. Вся матеріально — технічна база, архів, бібліотека були знищені. Частина співробітників воювала на фронті.
Після звільнення Харкова від окупації розпочалося відновлення клінічних баз, лабораторій та бібліотеки інституту.
1945 року за штатним розкладом в інституті працювало 39 наукових співробітників, з них — 4 доктори медичних наук, 9
кандидатів, 2 аспіранти. Виконувалися 22 науково-дослідні роботи з актуальних питань. Було відновлено роботу аспірантури, клінічної
ординатури, працювала школа медсестер, курси з підготовки патронажних і медичних сестер для дитячих яслів і дитбудинків.
1965 заклад був реорганізований у Харківський НДІ охорони здоров'я дітей і підлітків згідно з наказом МОЗ України № 40 від 18.01.1965. З цього
періоду інститут є провідною науково-дослідною установою в Україні з питань охорони здоров'я дітей шкільного віку і підлітків і очолює відповідну
проблемну комісію МОЗ та НАМН України (голова ПК — професор М. М. Коренєв).
З 2000 року інститут увійшов до складу Національної академії медичних наук України (Постанова Кабінету Міністрів України від 07.08.2000 р. № 1232).
Основними напрямками наукової діяльності інституту стають:
• визначення закономірностей формування здоров'я школярів України, середовищних та спадкових факторів, які його зумовлюють, розробка системи
моніторингу;
• визначення нейрогормональних та імунних механізмів забезпечення розвитку дитячого організму та формування патології пубертатного періоду;
• розробка нових методів профілактики, діагностики, прогнозу перебігу та лікування серцево-судинної, системи травлення, ендокринної системи, сполучної
тканини, психичних розладів у підлітковому віці, об'єднання єкспектних систем;
• медично-психологічна реабілітація дітей та підлітків з найбільш важкою соматичною патологією та порушенням психичного розвітку, профілактика
інвалідності;
• наукове огрунтування ефективних форм медичного забезпечення дітей та підлітків в Україні, в тому числі з груп соціального ризику.
У 2017 році змінився керівник установи. Директором інституту став Даниленко Георгій Миколайович (доктор медичних наук, професор).

## Структура
У структурі закладу 11 наукових підрозділів (5 клінічних відділень: кардіоревматології, ендокринології, дитячої гінекології, психіатрії, педіатрії та
реабілітації), 3 лабораторії (клінічної імунології, вікової ендокринології та обміну речовин, медичної генетики), відділ гігієни дітей шкільного віку і
підлітків, відділення наукової організації медичної допомоги школярам і підліткам, відділ науково-медичної інформації та патентно-ліцензійної роботи, відділення психології розвитку і група функціональних методів досліджень; клініка на 220 ліжок, до складу якої входять 5 клінічних спеціалізованих
підрозділів, консультативна поліклініка, відділення відновного лікування, 4 діагностичні підрозділи.
Клініка акредитована МОЗ України, їй присуджена вища категорія.
В інституті працює 336 співробітників, з них 52 наукових та 42 лікар, серед яких 17 докторів і 42 кандидатів наук. За останні роки співробітники
інституту захистили 13 докторських і 55 кандидатських дисертацій.

## Напрямки діяльності
Основними напрямками діяльності інституту в сучасний період є:
– планування та здійснення фундаментальних і прикладних наукових досліджень з найважливіших питань медичної науки в галузі охорони здоров'я дітей та
підлітків;
– виконання функцій головної установи МОЗ та НАМН за проблемою «Охорона здоров'я дітей шкільного віку та підлітків»;
– створення за результатами наукових досліджень інформаційного (монографії, підручники, довідники, посібники тощо) та інноваційного (патенти, авторські
свідоцтва на корисні моделі, інформаційні листи, методичні рекомендації) ресурсів;
– впровадження результатів науково-дослідних розробок у практичну діяльність установ НАМН та закладів охорони здоров'я іншого підпорядкування шляхом
організації та проведення медичних форумів різного рівня, участі у виставках, укладення договорів про передачу наукової продукції та інше;
– надання високоспеціалізованої лікувально-діагностичної допомоги дитячому населенню України на базі клініки ДУ «ІОЗДП НАМН»;
– забезпечення підготовки наукових кадрів.